# Валина (Потенца)
Валина (итал. Vallina) је насеље у Италији у округу Потенца, региону Базиликата.
Према процени из 2011. у насељу је живело 104 становника. Насеље се налази на надморској висини од 468 м.